# Bella Villa
Bella Villa är en ort i St. Louis County i Missouri. Vid 2010 års folkräkning hade Bella Villa 729 invånare.